# Ши, Дэн
Дэн Ши (англ. Dan Shea, родился 23 декабря 1954 года в Онтарио) — канадский актёр и координатор каскадёрских трюков, который известен по роли сержанта Сайлера в телесериалах Звёздные врата: SG-1 и Звёздные врата: Атлантида.

## Карьера
Ши был координатором каскадёрских трюков Ричарда Дина Андерсона в телесериале Звёздные врата: SG-1. Ранее он работал дублёром Андерсона в Макгайвере. Он появлялся в эпизодах из трёх сериалов с Ричардом Дином Андерсоном: Секретный агент Макгайвер, Звёздные врата: SG-1 и Звёздные врата: Атлантида. В сезоне 1, эпизоде 19 сериала Звёздные врата: SG-1; в серии «Жестяной человек» он выступал в роли клона Джека О’Нилла.
Он был зачислен на все 214 эпизодов SG-1 как актёр или координатор трюков.
Дэн координатор каскадёров фильма Люди Икс: Последняя битва. В настоящее время он работает координатором трюков для шоу Ясновидец.

## Фильмография
- Ясновидец — координатор трюков (2006-настоящее время)
- Звёздные врата: SG-1 — актёр, каскадёр, координатор трюков (1997—2007)
- Звёздные врата: Атлантида — актёр, исполнитель трюков, каскадёр (2004—2007)